# Ceilão nos Jogos Olímpicos de Verão de 1956
O Ceilão competiu nos Jogos Olímpicos de Verão de 1956, realizados em Melbourne, Austrália e Estocolmo, Suécia.
Competiram pelo país nessas olimpíadas os atletas Nagalingam Ethirveerasingam (Atletismo); Chandrasena Jayasuriya e 
Hempala Jayasuriya, no Boxe. O país não obteve nenhuma medalha.